# Crux-la-Ville
Crux-la-Ville – miejscowość i gmina we Francji, w regionie Burgundia-Franche-Comté, w departamencie Nièvre.
Według danych na rok 1990 gminę zamieszkiwały 413 osoby, a gęstość zaludnienia wynosiła 9 osób/km² (wśród 2044 gmin Burgundii Crux-la-Ville plasuje się na 518. miejscu pod względem liczby ludności, natomiast pod względem powierzchni na miejscu 44.).